# Lethrinus laticaudis
Lethrinus laticaudis és una espècie de peix pertanyent a la família dels letrínids. És inofensiu per als humans i es comercialitza fresc.

## Descripció
- Pot arribar a fer 56 cm de llargària màxima (normalment, en fa 35).
- 10 espines i 9 radis tous a l'aleta dorsal i 3 espines i 8 radis tous a l'anal.
- El cos és de color marró o groc amb taques irregulars disperses. El cap és de color marró o groc amb punts blaus a les galtes. Les aletes són pàl·lides o grogues.[5][6]

## Alimentació
Menja principalment crustacis i peixos.

## Hàbitat
És un peix marí i d'aigua salabrosa, associat als esculls i de clima tropical (3°S-23°S).

## Distribució geogràfica
Es troba al Pacífic occidental: el sud d'Indonèsia, el nord d'Austràlia, Papua Nova Guinea i Salomó.